# Estación Colón (Montevideo)

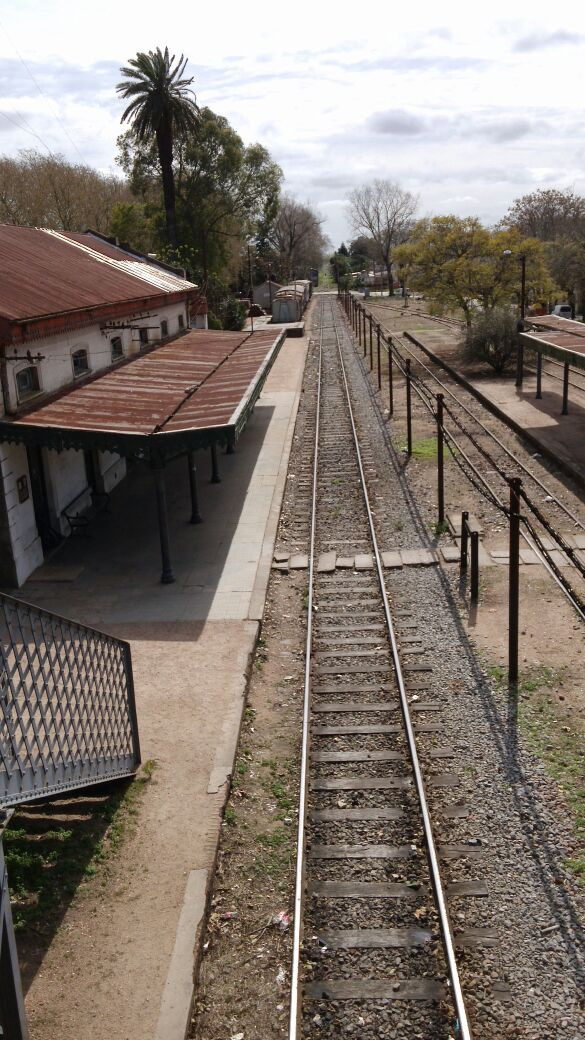
Estación de ferrocarriles de Colón en Montevideo.

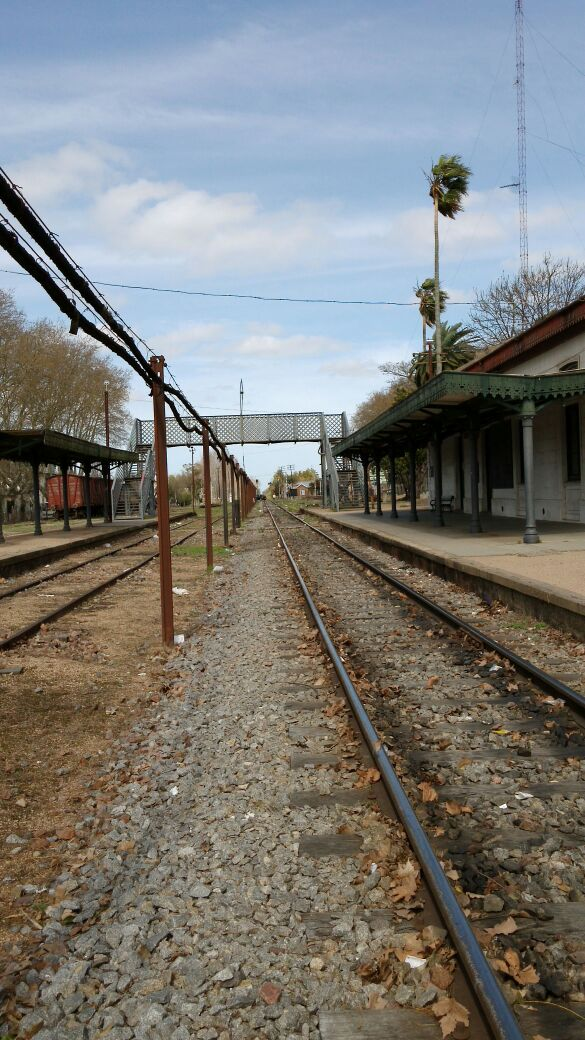
Otra vista de la Estación de ferrocarriles de Colón en Montevideo.

La Estación de ferrocarriles de Colón es una estación ferroviaria de la ciudad de Montevideo, la cual se encuentra  en el barrio Colón. Forma parte de la red de transporte ferroviario de la Administración de Ferrocarriles del Estado de la República Oriental del Uruguay.

## Historia

En 1910 comienza a proyectarse  la construcción de una nueva estación ferroviaria que comunicara a los habitantes de las localidades de Villa Colón y Pueblo Ferrocarril con el centro de la ciudad de Montevideo. En 1912 comenzaron las obras de la Estación de ferrocarriles de Colón a cargo del Ingeniero Adolfo Shaw.
Los planos originales proyectaban la inclusión de un pasaje peatonal por debajo de las vías, idea que fue suplantada por un pasaje superior que aportó a la mejor organización espacial del lugar. El nuevo pasaje peatonal superior permite el pasaje de una forma más eficaz de peatones desde Plaza Vidiella hacia Pueblo Ferrocarril.
En el año 1975 fue declarada como Monumento Histórico Nacional, formando parte del patrimonio nacional.

## Conexiones
La Estación Colón ofrece amplios servicios de traslado. 

### Ferrocarril
El recorrido de la línea principal comienza en la localidad de 25 de agosto en el departamento de Florida y finaliza en la Estación Central, el barrio La Aguada de Montevideo. En su recorrido pasa por las localidades de los departamentos de San José, Canelones y Montevideo: Santa Lucía, Parque Rodó, ciudad de Canelones, Juanicó, Progreso, Las Piedras, La Paz, Terminal Colón, Estación Colón, Sayago, Yatay y Carnelli.

### Transporte metropolitano
Tiene en sus cercanías el principal corredor de transporte metropolitano, el Corredor Garzón, por el cual circulan diversas líneas de transporte urbanas y metropolitanas. 
| - 2 - 130 - 145 - 147 - 148 - 174 - 329 | - 409 - 526 - D5 - L3 - L28 - L29 |